# Зейд ибн Сабит
Зейд ибн Са́бит аль-Анса́ри (араб. زيد بن ثابت الأنصاري‎; около 615, Медина — около 665, Медина) — сподвижник пророка Мухаммеда. При жизни пророка Мухаммеда был его личным секретарём и писцом, записывающим откровения Корана, а после его смерти был в комиссии по составлению полного письменного текста Корана.

## Биография
Его полное имя: Абу Хариджа (Абу Саид) Зейд ибн Сабит ибн ад-Даххак ибн Зейд ибн Лаузан ибн Амр ибн Абд Манаф (или Ауф) ибн Ганм ибн Малик ибн ан-Наджжир аль-Ансари аль-Хазраджи. Он родился приблизительно в 615 году в Медине. Его отец происходил из племени Хазрадж и погиб в результате междоусобной войны с другим мединским племенем Аус в битве при Буасе. Из-за своего юного возраста он не смог принять участие в битве при Бадре и первым его сражением была битва у рва, где он участвовал в рытье защитного окопа вокруг Медины.
Зайд был грамотен и отличался хорошей памятью. Он умел писать по-сирийски и арамейски и часто находился возле пророка Мухаммеда для того, чтобы записывать ниспосылавшиеся Мухаммеду откровения. Будучи секретарем пророка Мухаммада Зайд вёл переписку и переводил письма, которые поступали к нему на других языках. Считалось, что он был хафизом, то есть знал наизусть весь Коран и муфассиром (толкователем Корана).
Зайд был одним из участников собрания в сакифе Бану Саида, где он поддержал кандидатуру Абу Бакра на пост первого халифа. Он хорошо разбирался в правилах раздела имущества, был одним из составителей дивана племен при праведном халифе Умаре и руководил разделом добычи после битвы при Ярмуке. Во время правления халифа Усмана ибн Аффана Зайд был судьёй (кади) Медины и хранителем государственной казны.

## Кодификация Корана
Во времена пророка Мухаммада передача Корана осуществлялась главным образом в устной форме. После смерти Мухаммада в местечке Ямама произошла битва против лжепророка Мусайлимы, во время которой погибли около 70 хафизов (знатоков Корана). Обеспокоенные возможностью утраты Корана халифы Абу Бакр и Умар обязали Зайда ибн Сабита начать работу по собранию аятов Корана в единую книгу и составить полный письменный текст Корана.
Во время работы над собранием Корана, Абу Бакр поручил Зайду полагаться на письменные свидетельства, которые были собраны у жителей Мекки и Медины. Контроль за сбором фрагментов Корана был поручен Умару ибн аль-Хаттабу. Усилиями Зайда и других сподвижников был написан первый полный письменный экземпляр Корана (мусхаф), который хранился у жены пророка Мухаммада Хафсы. Зайд использовал свои собственные знания, существовавшие в Мекке и Медине записи отдельных частей и аятов и то, что читали ему наизусть сподвижники пророка Мухаммеда.
В 650 г. во времена правления халифа Усмана среди мусульман стали часто возникать споры относительно правильного чтения Корана, тогда по приказу халифа Зайд вместе с тремя мекканцами (Абдаллахом ибн аз-Зубайром, Са’дом ибн аль-Асом и Абдуррахманом ибн аль-Харисом) составили официальный письменный текст Корана, который был объявлен единственно верным и обязательным для всех мусульман. Главным исполнителем работы был Зайд и в основу текста лег текст хранившийся у Хафсы бинт Умар. Официальный экземпляр был размножен и разослан во все основные центры Халифата. Остальные фрагменты Корана были сожжены по приказу халифа Усмана.